# Convento dominico de San Pablo en Leipzig

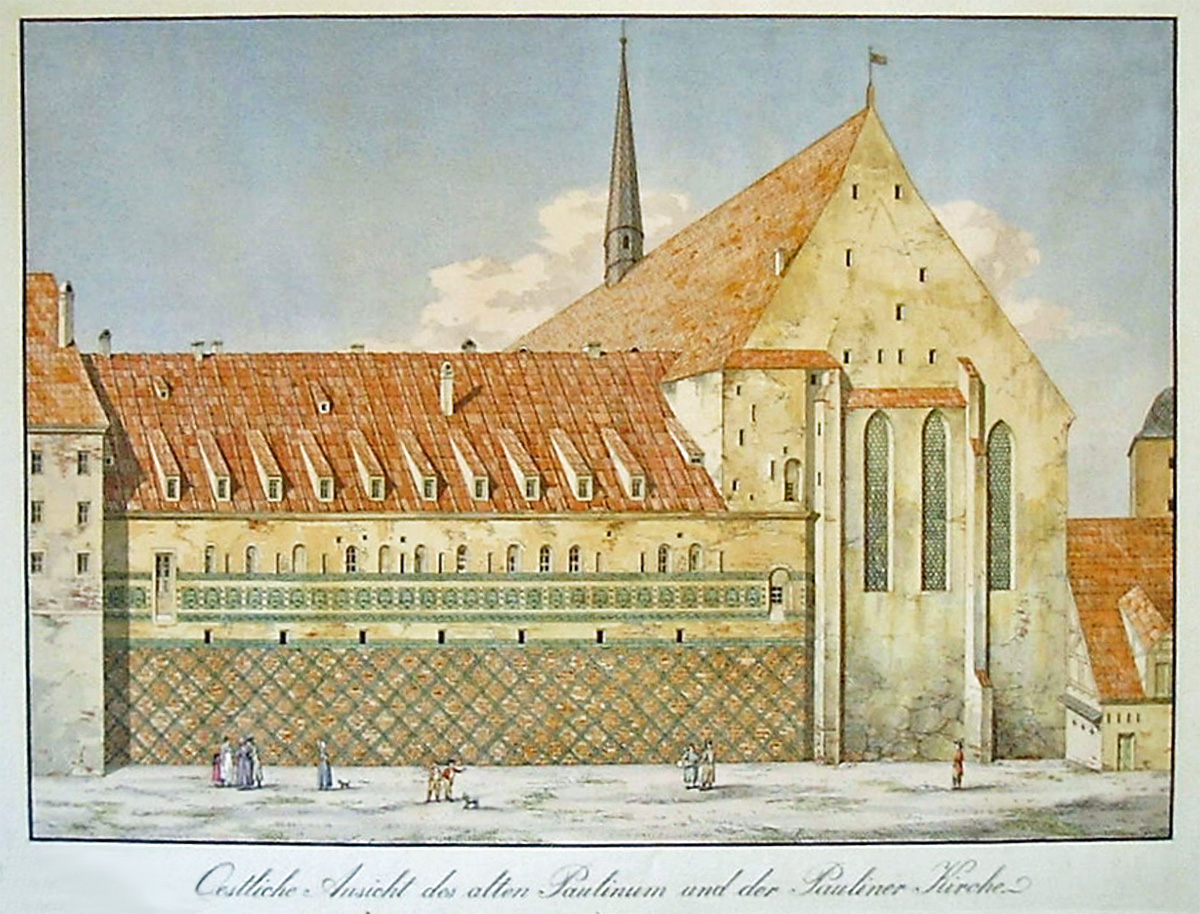
El antiguo edificio del convento en 1800

El convento dominico de San Pablo (en alemán: Dominikanerkloster St. Pauli) en Leipzig (Alemania) fue un convento de la Orden de los Dominicos, activo desde la primera mitad del siglo XIII hasta la Reforma protestante.

## Historia
Después de que en 1215, la Orden de los Dominicos fuera fundada en Toulouse, en 1229 llegaron  a Leipzig monjes procedentes de Érfurt. El caballero Heinrich von Wahren les cedió un terreno al sur de la puerta de Grimma (Grimmaische Tor) en una antigua fortaleza demolida que había pertenecido al margrave de Meissen Teodorico I. El área comprendía la zona entre la Grimmaische Straße, el Alte Neumarkt (actual Universitätsstraße o calle de la Universidad) y las murallas de la ciudad, lo que corresponde aproximadamente al actual campus de la universidad).
El monasterio se encontraba al sur de la iglesia, con las correspondientes dependencias al suroeste de la misma.
Cuando en 1409 llegaron maestros y estudiantes de habla alemana desde Praga, fueron acogidos, en primer lugar, por los dominicos.
En el último cuarto del siglo XV, se construyeron un nuevo claustro, jardines, refectorio, biblioteca y campanario. Ya en el siglo XIV, en el lado norte de la Iglesia, se habían agregado cuatro capillas funerarias, para las importantes familias Pflugk, Haugwitz, Leymbach y Thümmel. La iglesia fue reconstruida. La nave fue abovedada y se añadió el coro, de modo que ahora se extendía más allá de la muralla de la ciudad hasta el foso. Sin embargo, tuvo que ser desmantelado en 1546, debido a la nueva fortificación de la ciudad, en la Guerra de Esmalcalda. 
Después de la Reforma protestante, el convento fue suprimido. En 1539 los dominicanos fueron expulsados de Leipzig. En 1543, el elector Mauricio de Sajonia transfirió el monasterio, con todos sus bienes, a la Universidad de Leipzig. La iglesia fue consagrada en 1545 por Martín Lutero como nueva iglesia protestante.
El monje más célebre del monasterio ha sido Johann Tetzel, predicador de indulgencias al que se enfrentó Lutero. 